# Course aux points masculine aux Jeux olympiques d'été de 2008
Navigation
Athènes 2004
La course aux points masculine, épreuve de cyclisme sur piste des Jeux olympiques d'été de 2008, a lieu le 16 août 2008 sur le Vélodrome de Laoshan de Pékin. La course est remportée par le coureur espagnol Joan Llaneras.
Cette épreuve consiste en une course individuelle de 160 tours de piste (40 kilomètres). 16 sprints sont disputés donnant respectivement 5, 3, 2 et 1 points aux quatre premiers. Les cyclistes qui prennent un tour au peloton principal gagnent 20 points alors que ceux qui perdent un tour sur le peloton perdent 20 points.
Les favoris au titre sont l'Espagnol Joan Llaneras, le Biélorusse Vasil Kiryienka et le champion olympique en titre, le Russe Mikhail Ignatiev.

## Résultats
| Rang               | Cycliste              | Pays               | Points au sprint | Points au tour | Total    |
| ------------------ | --------------------- | ------------------ | ---------------- | -------------- | -------- |
| Médaille d'or      | Joan Llaneras         | Espagne            | 20               | 2              | 60       |
| Médaille d'argent  | Roger Kluge           | Allemagne          | 18               | 2              | 58       |
| Médaille de bronze | Chris Newton          | Grande-Bretagne    | 16               | 2              | 56       |
| 4                  | Cameron Meyer         | Australie          | 16               | 1              | 36       |
| 5                  | Vasil Kiryienka       | Biélorussie        | 14               | 1              | 34       |
| 6                  | Daniel Kreutzfeldt    | Danemark           | 9                | 1              | 29       |
| 7                  | Zachary Bell          | Canada             | 7                | 1              | 27       |
| 8                  | Makoto Iijima         | Japon              | 3                | 1              | 23       |
| 9                  | Milan Kadlec          | République tchèque |                  | 1              | 20       |
| 10                 | Gregory Henderson     | Nouvelle-Zélande   | 13               |                | 13       |
| 11                 | Rafał Ratajczyk       | Pologne            | 10               |                | 10       |
| 12                 | Iljo Keisse           | Belgique           | 8                |                | 8        |
| 13                 | Angelo Ciccone        | Italie             | 8                |                | 8        |
| 14                 | Volodymyr Rybin       | Ukraine            | 8                |                | 8        |
| 15                 | Wong Kam Po           | Hong Kong          | 5                |                | 5        |
| 16                 | Milton Wynants        | Uruguay            | 5                |                | 5        |
| 17                 | Mikhail Ignatiev      | Russie             | 4                |                | 4        |
| 18                 | Juan Esteban Curuchet | Argentine          | 1                |                | 1        |
| 19                 | Marco Arriagada       | Chili              | 1                |                | 1        |
| 20                 | Peter Schep           | Pays-Bas           |                  |                | 0        |
| 21                 | Christophe Riblon     | France             | 3                | -1             | -17      |
| 22                 | Bobby Lea             | États-Unis         |                  | +1, -2         | -20, Abd |
| 23                 | Chun Kai Feng         | Taipei chinois     |                  | -1             | -20, Abd |